# Megyn Kelly
Megyn Marie Kelly (Champaign, 1 de Julho de 1970) é uma jornalista, advogada e comentarista de política estadunidense. De 2004 a 2017, foi âncora do canal Fox News e, entre 2017 e 2018, apresentadora e correspondente da NBC News.
Em seu trabalho para o canal Fox News, Megyn apresentou o America Live e antes disso foi co-apresentadora do America's Newsroom, junto de Bill Hemmer. De 2007 a 2012, os dois jornalistas apresentaram os especiais de Réveillon do canal, "All American New Year". Megyn também foi apresentadora do The Kelly File, de outubro de 2013 a janeiro de 2017. Em 2014, foi incluída pela revista Time na lista das 100 pessoas mais influentes do país.
Megyn deixou a Fox News em janeiro de 2017 e foi para a NBC News, onde apresentava um dos blocos do programa matinal Today, o Megyn Kelly Today, que foi cancelado em outubro de 2018. Megyn deixou o canal em janeiro de 2019.

## Biografia
Megyn nasceu em Champaign, no estado de Illinois, em 1970. É filha de Edward Kelly, que era professor na Universidade de Albany, de ascendência irlandesa , e Linda DeMaio, uma dona de casa de família italiana e alemã. Quando Megyn tinha 15 anos de idade, seu pai morreu devido a um infarto.
Megyn estuou na Tecumseh Elementary School, no subúrbio de Syracuse. Aos 9 anos, a família se mudou de Albany para Delmar, ainda no estado de Nova York, onde cursou o ensino médio na Bethlehem Central High School. Ingressou na Syracuse University, onde obteve o bacharelado em ciências políticas em 1992 e na Albany Law School, em 1995, ela se formou em direito. Atuou como advogada em um escritório de advocacia em Chicago, o Bickel & Brewer LLP. Depois, foi para a firma Jones Day, onde trabalhou por nove anos.

## Carreira na televisão

### Início
Em 2003, Megyn se mudou para Washington, D.C., onde foi contratada pela WJLA-TV, uma afiliada da ABC, cobrindo eventos locais e nacionais, principalmente no cenário político e jurídico e as eleições presidenciais de 2004. Em 2004, ela se candidatou para trabalhar na Fox News. O presidente da CNN, Jonathan Klein, disse em uma entrevista posterior que se arrependeu de não ter contratado Megyn no início de sua carreira.

## Vida pessoal
Em 2001, Megyn casou-se com Daniel Kendall, um anestesista, mas o casal se divorciou em 2006. Em 2008, ela se casou com o então CEO da empresa de cibersegurança Authentium, Douglas Brunt, que hoje é escritor em tempo integral. O casal teve três filhos, Yates (n. 2009), Yardley (n. 2011) e Thatcher (n. 2013).